# 三谷紬
三谷紬（1994年4月4日—）是一位日本女性播報員，目前所屬電視台為朝日電視台。

## 經歷
日本千葉縣佐倉市出身，身高162公分。家中經營吳服店。從共立女子高等學校、法政大學社會學部媒體社會學科畢業後，2017年進入朝日電視台。同期入社的主播還包含井澤健太朗、林美櫻。
大學時期參加了「法政大學自主媒體講座」，與後來成為主播的同期學生是永千惠（NHK）、瀨戶光（NHK）、黑瀨翔生（富士電視台）一同參與課程，並擔任學校開學典禮及畢業典禮的司儀。此外，她也參加了朝日電視台主播學校。
興趣是觀賞體育賽事，特別是足球比賽，假日時會前往球場觀戰。和許多其他電視台的同期主播也有交情，例如日本電視台的佐藤梨那、TBS電視台的山本里菜、富士電視台的久慈曉子、東京電視台的角谷曉子等人。

## 主持節目

### 現在主持節目
- 《AbemaNews》（AbemaTV、2017年10月 -、星期一19:00 - 21:00）
- 《Abema的新聞秀（日语：Abema的ニュースショー）》（2018年10月7日 - 、節目進行）
- 《矢部FC〜日本足球應援宣言〜（日语：やべっちFC〜日本サッカー応援宣言〜）》（2018年10月8日 - 、節目進行）

### 過去主持節目
- 《報道Station》（2017年10月6日 - 2019年3月29日、星期五氣象情報主持人）
- 《機器人旅行日本一周〜請給我寶物〜（日语：ロボット旅日本一周〜タカラモノクダサイ〜）》（2017年10月22日 - 2018年9月30日、節目進行）
- 《最後的偶像 in AbemaTV》（Abema TV、2018年6月10日 -　8月26日、節目進行）

## 外部連結
- テレビ朝日・三谷紬（页面存档备份，存于） （日語）
- 三谷紬的Instagram帳戶